# Ekonomika informacji
Ekonomika informacji – ekonomika szczegółowa, której przedmiotem badań są metody identyfikacji i pomiaru kosztów informacji w odniesieniu do wyrobów i usług informacyjnych. Zakres podmiotowy obejmuje wszelkie klasy podmiotów społecznych i gospodarczych, które uczestniczą w procesach i systemach informacyjnych.

## Literatura
- Józef Oleński, Ekonomika informacji. Podstawy. PWE Warszawa, 2001.
- Józef Oleński, Infrastruktura informacyjna państwa w globalnej gospodarce. Uniwersytet Warszawski Wydział Nauk Ekonomicznych, Warszawa, 2006.